# 6e cérémonie des Empire Awards
La 6e cérémonie des Empire Awards a été organisée en 2001 par le magazine britannique Empire, et a récompensé les films sortis en 2000.
Les récompenses sont votées par les lecteurs du magazine.

## Palmarès
Note : les gagnants sont indiqués en premier de chaque catégorie et typographiés en gras.

### Meilleur film
- Gladiator
  - American Beauty
  - High Fidelity
  - Magnolia
  - Tigre et Dragon (臥虎藏龍)

### Meilleur film britannique
- Billy Elliot
  - Les Cendres d'Angela (Angela's Ashes)
  - Chicken Run
  - Snatch : Tu braques ou tu raques (Snatch)
  - Topsy-Turvy

### Meilleur acteur
- Russell Crowe pour le rôle du Général Maximus Decimus dans Gladiator
  - Kevin Spacey pour le rôle de Lester Burnham dans American Beauty
  - John Cusack pour le rôle de Rob Gordon dans High Fidelity
  - Jim Carrey pour le rôle du Grinch dans Le Grinch (How the Grinch Stole Christmas!)
  - George Clooney pour le rôle d'Ulysses Everett McGill dans O'Brother (O Brother, Where Art Thou?)

### Meilleur acteur britannique
- Vinnie Jones pour le rôle de Tony « Dents-de-Plomb » dans Snatch : Tu braques ou tu raques (Snatch)
  - Christian Bale pour le rôle de Patrick Bateman dans American Psycho
  - Robert Carlyle pour le rôle de Malachy dans Les Cendres d'Angela (Angela's Ashes)
  - Michael Caine pour le rôle du Dr Wilbur Larch dans L'Œuvre de Dieu, la part du Diable (The Cider House Rules)
  - Jude Law pour le rôle de Dickie Greenleaf dans Le Talentueux Mr Ripley (The Talented Mr. Ripley)

### Meilleure actrice
- Connie Nielsen pour le rôle de Lucilla dans Gladiator
  - Hilary Swank pour le rôle de Brandon Teena dans Boys Don't Cry
  - Julia Roberts pour le rôle d'Erin Brockovich dans Erin Brockovich, seule contre tous (Erin Brockovich)
  - Angelina Jolie pour le rôle de Lisa Rowe dans Une vie volée (Girl, interrupted)
  - Kate Winslet pour le rôle de Madeleine LeClerc dans Quills, la plume et le sang (Quills)

### Meilleure actrice britannique
- Julie Walters pour le rôle de Mme Wilkinson dans Billy Elliot
  - Kathy Burke pour le rôle de Perry dans Kevin & Perry (Kevin & Perry Go Large)
  - Thandie Newton pour le rôle de Nyah Nordoff-Hall dans Mission impossible 2 (Mission: Impossible 2)
  - Brenda Blethyn pour le rôle de Grace Trevethyn dans Saving Grace
  - Samantha Morton pour le rôle de Hattie dans Accords et Désaccords (Sweet and Lowdown)

### Meilleur réalisateur
- Bryan Singer pour X-Men
  - Paul Thomas Anderson pour Magnolia
  - Christopher Nolan pour Memento
  - Michael Mann pour Révélations (The Insider)
  - Ang Lee pour Tigre et Dragon (臥虎藏龍)

### Meilleur réalisateur britannique
- Guy Ritchie pour Snatch : Tu braques ou tu raques (Snatch)
  - Sam Mendes pour American Beauty
  - Stephen Daldry pour Billy Elliot
  - Peter Lord et Nick Park pour Chicken Run
  - Ridley Scott pour Gladiator

### Meilleur début
- Jamie Bell pour le rôle de Billy Elliot dans Billy Elliot
  - Sam Mendes pour American Beauty
  - Spike Jonze pour Dans la peau de John Malkovich (Being John Malkovich)
  - Peter Lord et Nick Park pour Chicken Run
  - Sofia Coppola pour Virgin Suicides

### Lifetime Achievement Award
- Richard Harris

### Inspiration Award
- Aardman Animation